# Martin Schloemann
Martin Schloemann (* 5. Juni 1931 in Witten; † 27. Januar 2022 in Bochum-Stiepel) war ein deutscher evangelischer Theologe.

## Leben
Nach der Promotion in Münster 1960 und Habilitation in Bochum 1972 war er von 1974 bis 1996 Inhaber des Lehrstuhls für Historische und Systematische Theologie an der Universität Wuppertal.

## Schriften (Auswahl)
- Natürliches und gepredigtes Gesetz bei Luther. Eine Studie zur Frage nach der Einheit der Gesetzesauffassung Luthers mit besonderer Berücksichtigung seiner Auseinandersetzung mit den Antinomern. Berlin 1961, OCLC 979591735.
- Wachstumstod und Eschatologie. Die Herausforderung christlicher Theologie durch die Umweltkrise. Calwer, Stuttgart 1973, ISBN 3-7668-0429-4.
- Siegmund Jacob Baumgarten. System und Geschichte in der Theologie des Überganges zum Neuprotestantismus. Vandenhoeck und Ruprecht, Göttingen 1974, ISBN 3-525-55131-2.
- Luthers Apfelbäumchen? Ein Kapitel deutscher Mentalitätsgeschichte seit dem Zweiten Weltkrieg. Pro Business, Berlin 2016, ISBN 3-86460-490-7.